# Nagari Sungai Abu
Nagari Sungai Abu is een bestuurslaag in het regentschap Solok van de provincie West-Sumatra, Indonesië. Nagari Sungai Abu telt 2383 inwoners (volkstelling 2010).